# Youtou Kagar
Pour les articles homonymes, voir Youtou.
Youtou Kagar est un village du Sénégal situé en Basse-Casamance, à proximité de la frontière avec la Guinée-Bissau. Il fait partie de la communauté rurale de Santhiaba Manjacque, dans l'arrondissement de Kabrousse, le département d'Oussouye et la région de Ziguinchor.
Lors du dernier recensement (2002), la localité comptait 234 habitants et 33 ménages.